# Ricardo Sheffield
Francisco Ricardo Sheffield Padilla (Los Ángeles, California; 30 de octubre de 1966) es un abogado,  político y escritor mexicano, miembro del partido Morena y actual Senador de la República Mexicana. Fue el Procurador Federal del Consumidor durante el gobierno del presidente Andrés Manuel López Obrador entre 2018 y 2023.
Fue subsecretario de Ordenamiento de la Propiedad Rural en la Secretaría de la Reforma Agraria de 2007 a 2008 durante la presidencia de Felipe Calderón y presidente municipal de León, Guanajuato entre 2009 y 2012. También fue diputado federal y diputado local.
En las elecciones federales de 2024 fue elegido senador por el estado de Guanajuato, junto a Virgina "Kikis" Magaña Fonseca, ambos postulados por la coalición Sigamos Haciendo Historia. Desde el 1 de septiembre del 2024, Sheffield Padilla se desempeña como Senador de la República Mexicana por Guanajuato.

## Biografía

### Estudios
Es licenciado en Derecho por la Universidad Iberoamericana, maestro en Derecho Internacional Privado por la Escuela de Leyes de la Universidad de Harvard y Doctor en Derecho por la Universidad Autónoma de Nuevo León.

### Trayectoria Profesional
Sheffield Padilla comenzó su trayectoria profesional en el sector privado, convencido del enorme potencial de las empresas para incidir de manera positiva en el bienestar del pueblo, a través de empleos dignos y bien remunerados. 
Ejerció la abogacía como Socio Director de la firma legal Chico Goerne, Sheffield y Asociados (2000-2010); y socio y director jurídico del área Internacional de la firma legal García & Martín Abogados (1996-2000). 
Asimismo, ha trabajado como director comercial de Calzado Coqueta (1994-1998), presidente ejecutivo de la Cámara de la Industria del Calzado (1992-1994), subdirector jurídico de Grupo Industrial FOX (1985-1989), director de RR. PP. del Club de Raqueta Britania (1984-1989) y locutor y conductor en Televisa del Bajío (1979-1989).

### Vida privada
Ricardo Sheffield es padre de tres hijas: María, Ximena y Emilia; y esposo de la abogada leonesa Renata Arévalo.

## Trayectoria política

### Regidor del Ayuntamiento de León (1995-1997)
Dentro de su primera responsabilidad en el servicio público, Sheffield defendó la industria del zapato leonés para proteger los miles de empleos que genera, acompañó el combate frontal a la corrupción y la modernización y agilización de los procesos burocráticos dentro de las diversas dependencias municipales. 

### Diputado Federal (2000-2003)
Sheffield Padilla llegó por primera vez al Congreso de la Unión en el 2000 como el diputado más votado a nivel nacional, donde representó a Guanajuato.

### Alcalde de León (2009-2012)
Fue miembro del Partido Acción Nacional desde 1993. El 5 de julio de 2009 fue elegido alcalde de la ciudad de León, Guanajuato; y tomo protesta el 10 de octubre de 2009. En su gobierno la ciudad de León obtuvo en 2011 una mención honorífica en el "Sustainable Transport Award 2011" junto con Cantón, China, superando a San Francisco y a Zúrich, Suiza. Hasta el día de hoy, León de los Aldama ocupa el tercer lugar a nivel de América Latina con la mayor red de ciclovías. 
En marzo de 2012 recibió un premio como "Ciudad campeona del agua", junto con Buenos Aires, Argentina, Róterdam, Países Bajos y Lyon, Francia, entre otras ciudades. El reconocimiento le fue otorgado por el Consejo Mundial del Agua en Marsella, Francia, principalmente por demostrar mayores avances en los temas de saneamiento y reutilización de aguas residuales y cogeneración de energías a partir de biogás. 
Esto posicionó a León como ciudad de gran interés para el turismo empresarial, ocupando el cuarto lugar entre los 67 centros para congresos y exposiciones que existen en el país, superando a Monterrey, y solo detrás de la Ciudad de México, Guadalajara y Cancún.
Durante su administración se gestó y arrancó el proyecto de modernización vial más importante para León: la Vía Rápida Bicentenario, se instaló el segundo campus más importante de la UNAM fuera de la Ciudad de México y se pavimentaron más de 800 calles, más de 133 kilómetros, la cifra más alta de pavimentación en un trienio. 
Siendo alcalde, la ciudad de León recibió la histórica visita del Papa Benedicto XVI, durante el único viaje que realizó a México el líder de la Iglesia católica durante su pontificado.
En su gobierno,  tres mujeres alcanzaron por primera vez la titularidad de los cargos más relevantes de la Administración Pública Municipal: Secretaría de Ayuntamiento, Secretaría de Seguridad y Tesorería. Sheffield Padilla concluyó su mandato el 10 de octubre de 2012.

### Diputado Federal (2015 - 2018)
Desde el 1 de septiembre de 2015, Sheffield fue diputado federal por el distrito III de Guanajuato, hasta que solicitó licencia indefinida el 20 de marzo de 2018. 

### Renuncia al PAN (2018)
Después de veinticinco años de ser militante del Partido Acción Nacional, Ricardo Sheffield renuncia al partido. Dijo que su renuncia se debía a la cancelación de la vida democrática elección interna en el Partido Acción Nacional, cuando buscaba ser candidato a la Presidencia Municipal de León, pero no hubo contienda interna y fue designado candidato Héctor López Santillana.
En su momento, señaló al gobernador Miguel Márquez Márquez y al secretario de desarrollo social Diego Sinhue de "invadir y modificar" las decisiones del partido.

### Candidato a gobernador de Guanajuato
Fue candidato a Gobernador de Guanajuato por la coalición Juntos Haremos Historia (Morena-PT-PES) en el Proceso Electoral de 2018, quedando en segundo lugar debajo del candidato del PAN, teniendo 24.3% de los votos contra 49.8% de Diego Sinhue.

Ricardo Sheffield recibe constancia de candidato a Gobernador de Guanajauto en 2018

### Candidato al ayuntamiento de León
Fue candidato al ayuntamiento de León por Morena en las elecciones estatales de 2021 quedando en segundo lugar con el 21.33% de los votos por detrás de la candidata del Partido Acción Nacional, Alejandra Gutiérrez Campos con el 59.83% de los votos.

### Procurador Federal del Consumidor (2018 - 2023)

Ricardo Sheffield presentando "Quién es Quién" en los precios en una Conferencia "Mañanera" del Presidente Lópe Obrador.

Ricardo Sheffield ha sido el segundo procurador que más tiempo ha servido en el cargo, después de Salvador Pliego Montes. Durante su tiempo como titular, introdujo una nueva forma de operar de la Procuraduría, implementando un nuevo reglamento y estatuto orgánico, que, entre otras cosas, reemplazó las Delegaciones por las "Oficinas de Defensa del Consumidor" (ODECO); impulsó la introducción de mecanismos digitales de denuncia, fiscalización (de gasolineras, por ejemplo) y conciliación (Conciliaexprés); informó cada semana sobre “Quién es Quién” en diversas listas de expendios (de combustibles, artículos de primera necesidad, envíos de dinero, enseres del hogar, materiales de construcción, seguros médicos privados, distribución de agua potable, útiles escolares); publicó alertas contra varias compañías (Interjet, Viva) e impulsó diversas acciones colectivas contra otras (Movistar, Nokia, Ticketmaster, Walmart); supervisó la migración digital y expansión de la Revista del Consumidor; implementó el etiquetado frontal de alimentos y la tasa cero en productos menstruales; y acompañó al Presidente López Obrador en varias giras y más de 300 conferencias de prensa “mañaneras”, en un ejercicio democrático de comunicación circular sin precedentes; por mencionar sólo algunas acciones, todas, con el propósito de empoderar al consumidor.

### Senador de la República (2024 - 2030)
Sheffield tomó protesta como Senador de la República el 1 de septiembre del 2024 con Diego Sandoval Ventura como suplente. Sheffield Padilla es, a la fecha, el senador más votado en la historia de Guanajuato por sus resultados en las elecciones estatales de 2024.

Sheffield Padilla es el senador más votado en la historia de Guanajuato

En la LXVI Legislatura, Sheffield Padilla es secretario de las comisiones de Defensa de los Consumidores y de la Reforma Agraria; e integrante de las comisiones de Relaciones Exteriores, Anticorrupción y Transparencia, Derechos Digitales y Turismo.

Ricardo Sheffield recibe su constancia que lo acredita como Senador Electo.

#### Ley General para la Protección y Asistencia de Familiares y Personas Buscadoras
El 18 de septiembre del 2024 Sheffield presentó la iniciativa para crear la Ley General para la Protección y Asistencia de Familiares y Personas Buscadoras en el pleno Senado de la República. 
Su propuesta busca complementar lo dispuesto por la Ley General de Víctimas, así como por la Ley General en Materia de Desaparición Forzada de Personas, Desaparición cometida por Particulares y del Sistema Nacional de Búsqueda de Personas, al disponer el reconocimiento legal a los familiares y personas buscadoras a nivel victimológico y obligar al Estado mexicano a generar, a través de sus autoridades e instituciones, los procedimiento de protección, participación y asistencia que requieren.

#### "Reforma Profeco"
Gracias a su experiencia como titular de la Procuraduría Federal del Consumidor, en septiembre del 2024 Sheffield presentó la iniciativa para llevar a cabo una Reforma en materia de Simplificación Administrativa que fortalezca la Protección de los Derechos del Consumidor.  
Su propuesta contempla la ampliación de los términos de consumidor y proveedor para incluir explícitamente a usuarios y prestadores de servicios financieros, así como de servicios médicos privados. Con ello la Profeco podría resolver probables actos u omisiones derivadas de la prestación del servicio y probables casos de negligencia o impericia que afecten la salud o integridad de los usuarios. En resumen, la Profeco absorbería funciones del INAI y de la CONAMED, además de las propias.

#### Iniciativa para la Relocalización de Inversiones y la Prosperidad Compartida
Sheffield presentó su tercera iniciativa en octubre del 2024. Este proyecto tiene el objetivo de impulsar una mejor capacitación y educación para la fuerza laboral mexicana, y que con ello esté a la vanguardia en habilidades digitales que hoy son indispensables. Asimismo, llama a fortalecer la infraestructura nacional, especialmente en materia aduanera y de telecomunicaciones.

#### Iniciativa de Megalópolis, Infraestructura Verde y Conurbación de Ciudades
La iniciativa que Sheffield presentó en febrero del 2025 busca actualizar el marco normativo para gestionar el crecimiento de las ciudades en México, con un enfoque en la sostenibilidad, equidad social y resiliencia urbana.
La propuesta reconoce el crecimiento acelerado de las megalópolis y la proliferación de ciudades secundarias, lo que ha generado desigualdades en el acceso a vivienda, infraestructura y servicios públicos, además de impactos ambientales negativos.
Para abordar estos retos, la reforma propone fortalecer la planeación urbana con criterios de sustentabilidad, mejorar la coordinación entre los distintos niveles de gobierno y establecer mecanismos de regulación que frenen la especulación inmobiliaria y promuevan la densificación equilibrada.
Asimismo, se incluyen disposiciones para consolidar la infraestructura verde y azul, promoviendo la conservación de áreas naturales y la incorporación de soluciones basadas en la naturaleza para la gestión del agua y la calidad del aire. Se enfatiza la importancia de modernizar los catastros y registros públicos, así como mejorar la recaudación del impuesto predial, con el fin de generar ingresos que permitan inversiones en vivienda social y desarrollo urbano ordenado.
La iniciativa también refuerza el derecho a la ciudad, garantizando acceso equitativo a espacios públicos, movilidad sostenible y participación ciudadana en la planeación territorial. Finalmente, se establecen nuevas figuras jurídicas como los bancos municipales de suelo y mecanismos financieros como bonos de empleo y vivienda verde, para incentivar el desarrollo urbano con criterios de sustentabilidad.

## Escritor
Ha publicado cuatro  libros, explorando temas de arbitraje internacional y de corte histórico, sobre la figura de Miguel Hidalgo, las relaciones diplomáticas entre México y los Estados Unidos, y el más reciente,sobre empoderamiento del consumidor.

#### Del desamor al amor: La relación de México y el CIADI (Porrúa, 2021)
Gracias a su origen como hombre binacional —nació en Los Ángeles, California, pero se crio y vivió toda su vida en León, Guanajuato—,Sheffield explora en este título, desde una rigurosa perspectiva académica, el lugar de México en la resolución internacional de conflictos. Sheffield realiza una radiografía del Centro Internacional de Arreglo de Diferencias Relativas a Inversiones, conocida como CIADI, protagonista en el arbitraje en materia de inyección económica a nivel internacional. 
El volumen contiene seis capítulos que repasan a detalle la historia del CIADI, aparte de ahondar en consideraciones sobre derecho y economía internacional, como un motor de la conciencia del estado de una nación en proceso de renovación integral. El corpus de este volumen, si bien se centra en el nacimiento y visión del CIADI en el presente inmediato, da peso específico al contexto histórico y social, con el fin de arrojar una visión integral y orgánica de un país que experimenta un régimen de gobierno nunca antes visto.
La ruta de Hidalgo. Siete reglas para gobernar y transformar (Porrúa, 2022)
A más de 200 años de la muerte de Miguel Hidalgo, Ricardo Sheffield propone una nueva biografía del prócer, una que pretende observarlo en toda su complejidad. Sheffield ha investigado con cuidado la vida y obra del cura Hidalgo para entender su personalidad y extraer lecciones de su devenir político y vital. 
En siete capítulos, Sheffield entreteje el relato de la vida de Hidalgo con reflexiones sobre las derrotas, las victorias, la organización, los equipos y los ideales.
Dos águilas (Planeta 2023)
Al cumplirse doscientos años del inicio de las relaciones diplomáticas entre México y Estados Unidos, Ricardo Sheffield propone realizar un recorrido por la historia compartida de ambas naciones, el cual aborda algunas cuestiones fundamentales para entender su identidad, sus puntos en común y sus divergencias.
El autor revisita los episodios más significativos que encuentra en los anales de estas dos grandes potencias.
Empoderando al Consumidor (Porrúa 2023)
Ricardo Sheffield ofrece un estudio multidisciplinario sobre los derechos del consumidor; se centra en lo jurídico, pero considera aspectos de economía, historia, ética y política pública. A través de casos puntuales de la vida diaria y de la legislación mexicana, expone la forma de lograr un consumo seguro, saludable, razonado y sustentable, mediante la información como arma para empoderar a los consumidores.